# Missionario mormone

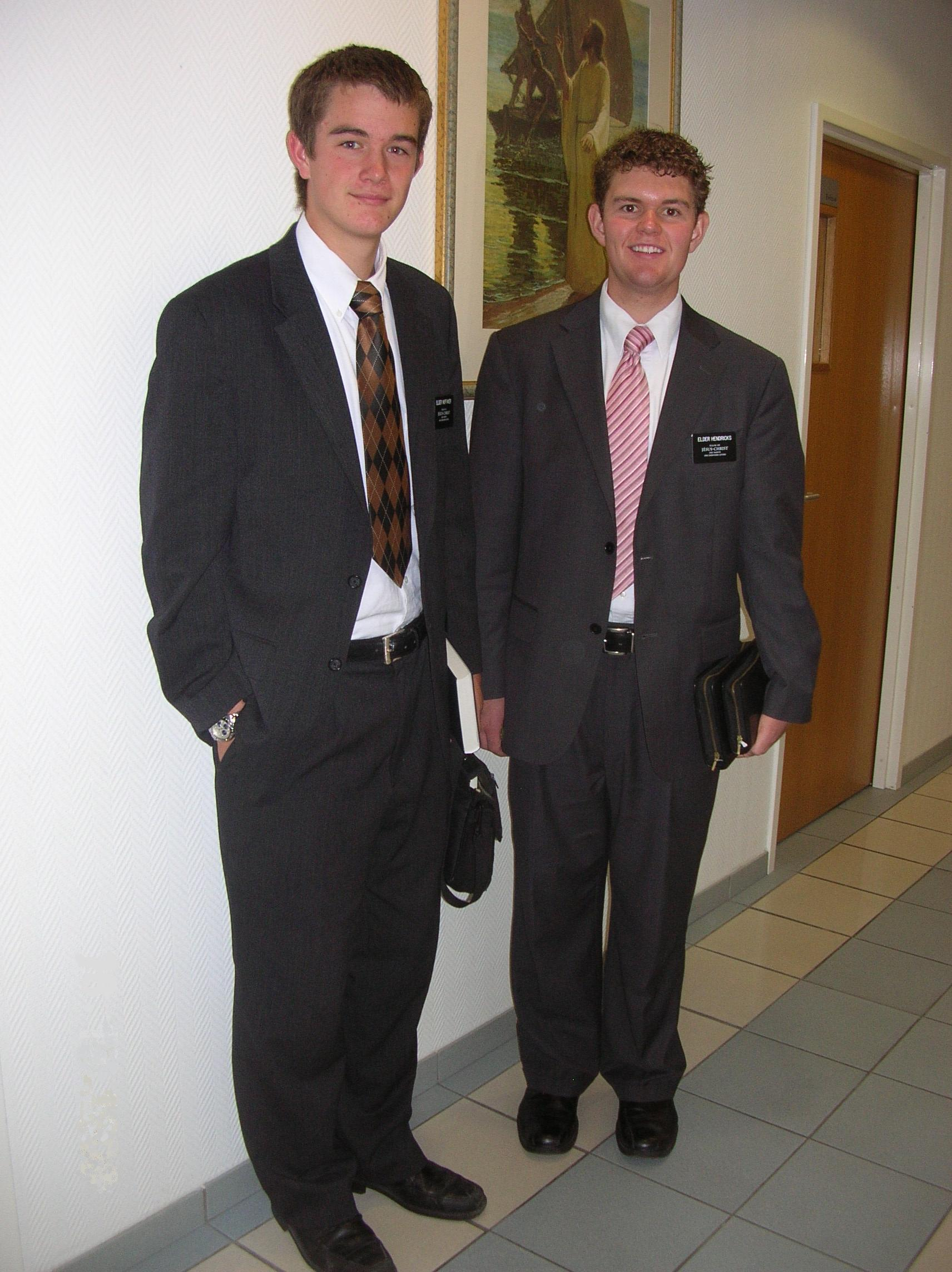
Due missionari maschi

La Chiesa di Gesù Cristo dei santi degli ultimi giorni è una delle chiese moderne più attive nel lavoro missionario, con oltre cinquantamila missionari a tempo pieno in tutto il mondo, alla fine del 2009.. Comunemente chiamati "Missionari mormoni", la maggior parte dei missionari della Chiesa di Gesù Cristo dei Santi degli Ultimi Giorni sono uomini e donne single e giovani (quasi ventenni o ventenni da poco) che sono assegnati ad una missione della Chiesa, che di solito è lontana dalla casa del missionario. I missionari non ricevono un salario per il lavoro che svolgono, e la maggior parte sono supportati finanziariamente da sé stessi o dalle loro famiglie. Durante la storia della Chiesa, oltre un milione di missionari sono stati mandati in missione.

## Abbigliamento e cura di sé

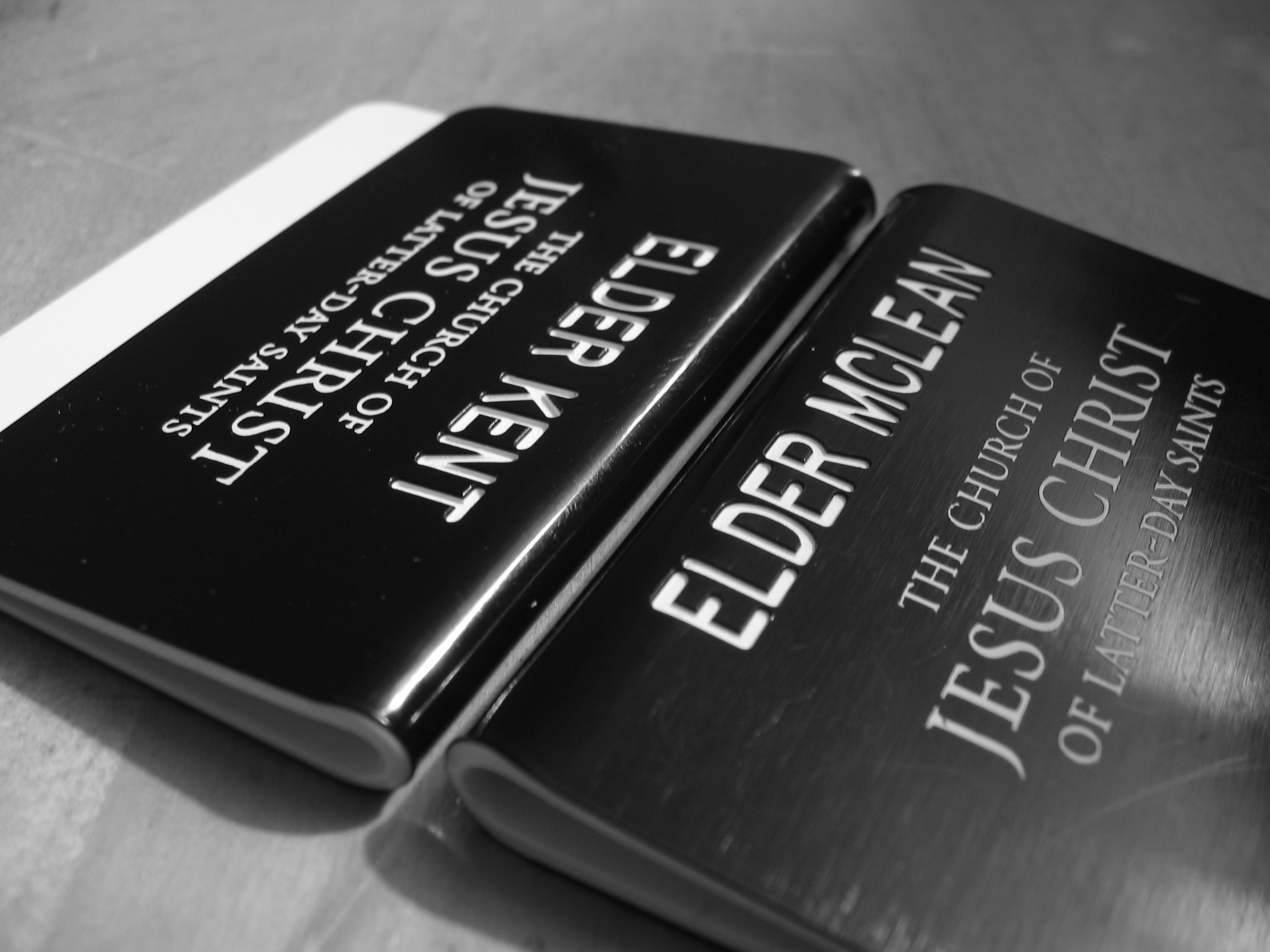
Una coppia di targhette con nome, che fanno parte dell'abbigliamento richiesto ai missionari mormoni.

Ai missionari mormoni a tempo pieno è richiesto di conformarsi a precisi requisiti d'abbigliamento: per gli uomini sono generalmente richiesti pantaloni e giacche tradizionali e scuri, camicie bianche e cravatte. Per le donne devono essere indossati vestiti, o una gonna e una camicetta, pudici e professionali. In alcune zone queste convenzioni sono modificate leggermente. Per esempio in climi caldi e umidi, le giacche non sono richieste e le camicie possono essere a maniche corte. Vestiti casual possono essere indossati quando appropriati, come quando i missionari stanno fornendo lavoro manuale o durante la giornata di preparazione, quando i missionari sono coinvolti in ricreazione, pulizia, compere (a discrezione del presidente di missione) e lavanderia.
Tutti i missionari a tempo pieno indossano una targhetta col nome che fornisce il cognome con il titolo appropriato ("Elder" o "Sister" nelle zone in cui si parla inglese, o i loro equivalenti titoli in altre lingue). La targhetta col nome porta anche il nome della Chiesa, a meno che il presidente della missione lo consideri sconsigliabile, per via di circostanze nell'area (ad esempio condizioni politiche avverse)

## Organizzazione

### Missione e direzione delle missioni
Ogni parte del mondo è assegnata all'intento di una missione della Chiesa, sia che vi siano missionari mormoni attivi in quell'area o meno. Il presidente di missione è sempre un adulto maschio.
La maggior parte delle missioni sono divise in molte zone, che sono delle aree geografiche specificate dal presidente di missione (benché siano spesso la stessa area dell'unità ecclesiastica mormone nota come "palo"). Una zona comprende molte altre unità organizzative chiamate distretti. Tutte le zone e i distretti sono presiedute da capi presi dai missionari maschi che servono nell'area. I capi di zona e di distretto sono responsabili di raccogliere statistiche settimanali, assistere i missionari nell'area di loro responsabilità, e responsabilità generale verso il presidente di missione per il benessere e i progressi dei missionari sotto la loro amministrazione. Un distretto tipicamente comprende da quattro a otto missionari, e può comprendere o meno più di un'area di proselitismo. Un'area è tipicamente una porzione dell'unità ecclesiastica mormone conosciuta come Rione (o congregazione), un Rione o più Rioni.
In aggiunta ai capi citati sopra, il presidente di missione ha due o più assistenti. Gli assistenti al presidente sono tipicamente missionari che hanno servito precedentemente come capi di distretto e/o zona. Prestano servizio come assistenti esecutivi del presidente, amministrando le norme e aiutando i missionari in tutta la missione.

### Compagnie
Una compagnia missionaria, formata da due (o più raramente tre) missionari, è la più piccola unità organizzativa di una missione. Ogni missionario è assegnato dal presidente di missione ad essere il compagno di un altro missionario. Le compagnie missionarie si mantengono generalmente per un periodo di mesi e molti missionari serviranno con vari compagni prima della fine della loro missione. Questi compagni raramente si conoscono precedentemente al di fuori della missione. Le compagnie sono formate sempre da membri dello stesso sesso, con l'eccezione delle coppie sposate, che servono come una compagnia per la totalità della loro missione.
Ai compagni missionari è ordinato di stare insieme tutto il tempo, sebbene permettano privacy per le cure personali. I compagni condividono la stessa abitazione e la stessa camera da letto (ma non lo stesso letto, tranne nel caso di coppia di missionari sposati). quando i compagni hanno personalità o interessi in conflitto, sono incoraggiati a provare a risolverli loro stessi. Se non sono in grado di farlo, i capi della missione possono mediare per aiutare a risolvere le differenze. Grande valore è riposto nell'impegno spirituale alle virtù dell'umiltà e dell'amore. I missionari sono esortati a trattare la compagnia come una relazione che deve riuscire ad essere cooperativa e altruistica, aumentando così la spiritualità e le abilità caratteriali e sociali di ciascun singolo missionario. Talvolta i conflitti non sono risolti totalmente prima che uno dei missionari sia trasferito in una nuova area; ciò è considerato non ideale, perché i missionari sono incoraggiati ad imparare a lavorare con i loro compagni e ad amarli piuttosto che vivere in un ambiente di litigio in attesa di essere assegnati altrove.

## Numero dei missionari e numero dei convertiti

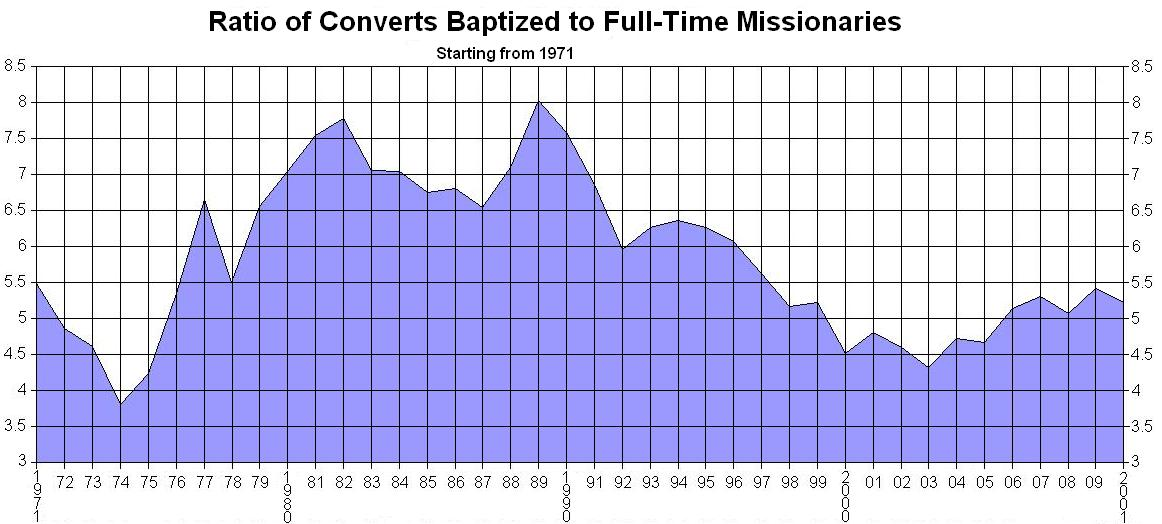
Rapporto dei convertiti battezzati rispetto ai missionari a tempo pieno: 1971-2006

Al 31 dicembre 2009, c'erano 51.736 missionari mormoni che prestavano servizio in 344 missioni in tutto il mondo. Il loro lavoro, spesso in cooperazione con i membri locali, portò al battesimo di 280,106 convertiti nel 2009. L'autore David Stewart fa notare che il numero di battesimi di convertiti per missionario per anno è sceso da 8,03 nel 1989 a 4,67 nel 2005. Stewart sostiene che il numero di convertiti crescerebbe se i missionari mormoni facessero sforzi più grandi nell'incontrare nuove persone. Fa notare che la compagnia media dedica solo quattro o cinque ore a settimana tentando d'incontrare nuove persone.

## Tipi di missionari
Il più visibile e più comune tipo di missionari è tipicamente quello che fa proselitismo porta-a-porta e guida biciclette come mezzo di trasporto, ma non tutti i missionari s'impegnano in queste attività. Missionari con esigenze speciali o questioni di salute possono essere chiamati come "missionari di servizio" a tempo pieno o part-time. Molti missionari che potrebbero svolgere servizio completo di missionario sono chiamati a fare ricerche genealogiche o a prestare servizio come guide turistiche o come accoglienza alla piazza del Tempio di Salt Lake City o al Family History Library o in altri luoghi della Chiesa. In molte aree, anche i missionari che fanno proselitismo impegnano la maggior parte della loro giornata a rispondere alle telefonare e alle richieste, a spedire il materiale richiesto dalla pubblicità televisiva e radiofonica della Chiesa. I missionari possono usare il trasporto pubblico, camminare, andare in bicicletta, o in alcune aree guidare automobili di proprietà della chiesa, o a volte viaggiare in un'automobile privata con un membro della Chiesa che li sta accompagnando ad un appuntamento d'insegnamento o ad un'attività di proselitismo o di associazione.
La Chiesa dei santi degli ultimi giorni ha un grosso programma missionario di assistenza e umanitario. Questi missionari umanitari prestano tipicamente servizio in aree impoverite del mondo e non fanno attivamente proselitismo. I missionari umanitari seguono ogni legge locale riguardo all'insegnamento e all'esporre simboli religiosi, comprese le targhette identificative col nome. Questo permette loro di fornire servizi e aiuto in nazioni dove le attività da parte di organizzazioni religiose sono tipicamente ristrette o proibite, così come nelle nazioni a prevalenza mussulmana o nel Sud-est asiatico. Ai missionari che fanno regolarmente proselitismo è chiesto d'impegnarsi in attività d'assistenza e in servizi di volontariato, limitatamente a quattro ore a settimana in giorni che non siano di fine settimana o di preparazione.
Nel 2007, l'80% di tutti i missionari mormoni erano uomini giovani non sposati, il 13% donne giovani non sposate, e il 7% coppie in pensione.

### Missionari anziani

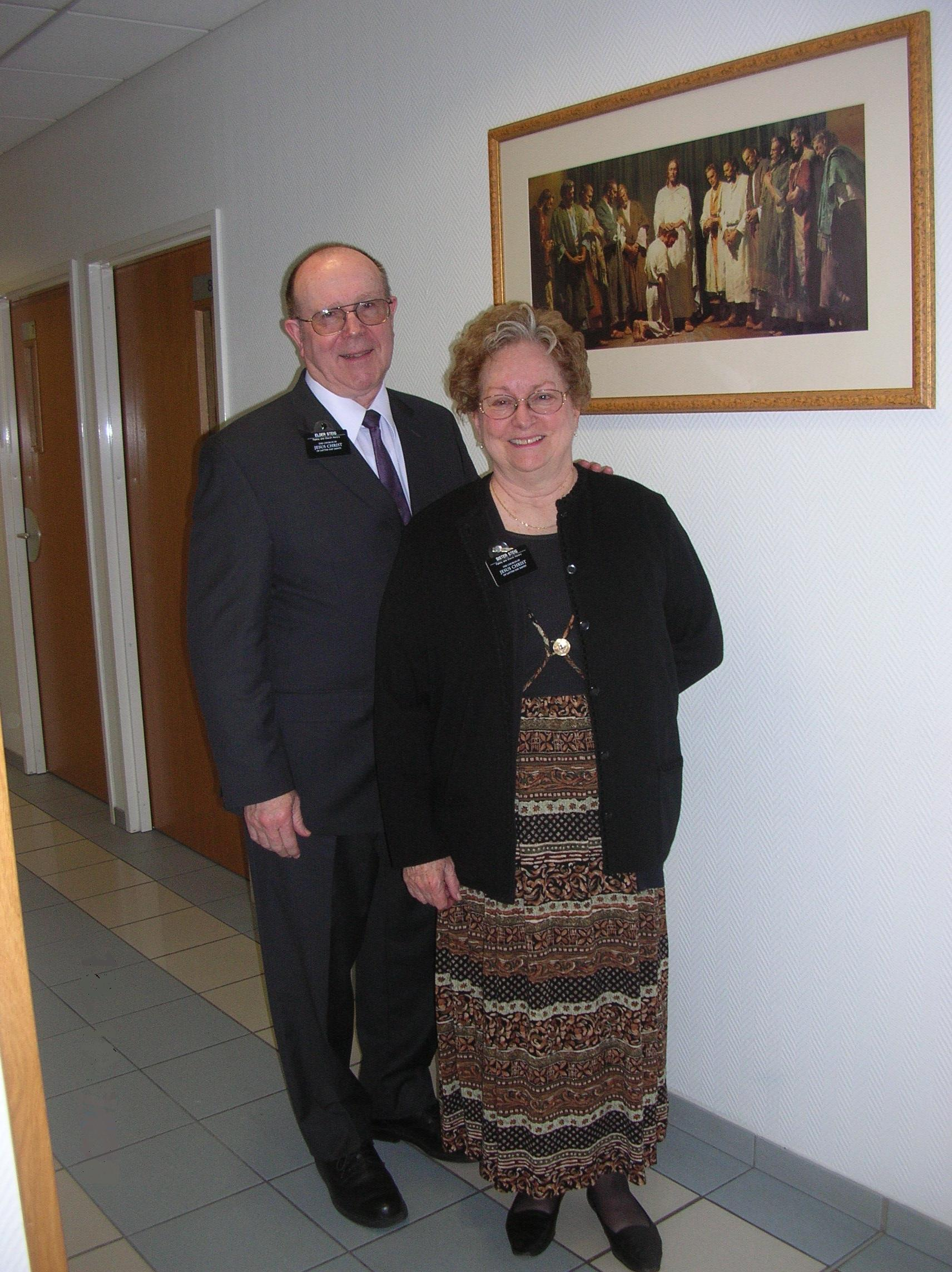
Due missionari mormoni genealogisti

Coppie in pensione e donne anziane non sposate della Chiesa, che sono abili, sia fisicamente che finanziariamente, sono incoraggiati a dedicarsi a missioni a tempo pieno. Per coloro con limitazioni di salute o finanziarie, sono disponibili molte altre opportunità di servizio nelle loro congregazioni o comunità del luogo dove vivono.
I missionari anziani, chiamati anche loro Anziani e Sorelle come le loro controparti più giovani, pagano da sé le proprie spese, sebbene possano ricevere assistenza dalla famiglia. Hanno più scelta nel luogo e nel tipo della loro missione, soprattutto se hanno abilità particolari come esperienze mediche o conoscenza di lingue straniere. Molti prestano servizio in missioni umanitarie in cui sono inviati in regioni specifiche regioni e si occupano di agricoltura, provvigioni di cibo, missioni mediche o iniziative di acqua potabile. Queste missioni sono operate tramite la divisione Humanitarian Services del LDS Philanthropies, incominciata nel 1955. La Chiesa dei santi degli ultimi giorni ha recentemente iniziato progetti d'immunizzazione e iniziative per carrozzelle con molto del lavoro volontario che è svolto da missionari anziani.
Poiché la Chiesa dei Santi degli Ultimi Giorni opera con un ministro laico, utilizzando membri della congregazione per adempiere i ruoli che servire i bisogni della congregazione comporta, alcuni coppie di missionari anziani possono servire come capi in aree del mondo dove ci sono pochi membri della Chiesa locale con esperienza direttiva. Parte della loro responsabilità include istruire membri locali ad essere capi efficaci, per mettere in grado le congregazioni locali di provvedere i propri bisogni direttivi.
I missionari anziani rappresentano una piccola percentuale del totale della forza missionaria a tempo pieno della Chiesa mormone. Nel 2004, c'erano approssimativamente 5.000 coppie di missionari anziani nella chiesa, su più di 56.000 missionari in tutto.. Tuttavia, i missionari anziani formano una grande parte della forza missionaria part-time della Chiesa.
Nelle ultime due decadi, la Chiesa dei Santi degli Ultimi Giorni ha aumentato la sua richiesta di coppie di missionari anziani. I capi l'hanno incoraggiato sia come una responsabilità di aiutare i compagni e sia come una cura alla solitudine che spesso colpisce i più anziani. Nel 2002 il presidente della Chiesa Gordon B. Hinckley disse: 
(Gordon B. Hinckley, presidente della Chiesa)

### Missionari edificatori
I missionari edificatori furono originariamente chiamati dal presidente della Missione tongana nei primi anni'50.. Tra i loro successi maggiori ci fu la costruzione della Scuola superiore di Liahona.
Dal 1855 in poi, Wendell B. Mendenhall istituzionalizzò i missionari edificatori su una scala più grande con operai specializzati chiamati come supervisori dei missionari. La maggior parte dei supervisori erano americani, mentre la maggior parte dei lavoratori erano giovani uomini indigeni nell'area del Pacifico del sud e dell'America Latina, dove il lavoro veniva svolto. Tuttavia, in quei tempo la situazione era molto complessa. Un esempio è Jose Alvarez che era originario dell'Argentina, ma aveva vissuto negli Stati Uniti per tre anni quando fu chiamato per andare con la sua famiglia in Cile, dove prestò servizio come supervisore dei missionari edificatori. Spesso i supervisori edificatori apprendisti o assistenti lavoravano sotto la direzione di un supervisore esperto in preparazione per un incarico come supervisore completo di qualche progetto o gruppo di missionari.
La maggior parte dei missionari edificatori avevano avuto poca o nessuna esperienza di edificatori prima della loro chiamata. Ciò, tuttavia, raramente impediva loro di farsi un'esperienza e imparare ogni aspetto del lavoro di costruzione che il progetto comporta. Le sole eccezioni erano rispetto alle leggi che richiedono che in certi settori, come ad esempio elettricità e idraulica, il lavoro debba essere svolto da operai registrati.
Sebbene ci siano molti ruoli specifici che ci si aspetta che i missionari che fanno proselitismo vivano ma non i missionari edificatori, e alcuni missionari edificatori erano chiamati già a 17 anni, molte aspettative -come ad esempio l'aspettativa di un impegno di due anni di lavoro- e anche i requisiti di merito, erano gli stessi e gli aspiranti missionari edificatori erano intervistati rispetto a questi aspetti prima della loro chiamata. Alla fine venivano inviate lettere formali della Prima presidenza riguardo a questi aspetti ai supervisori edificatori per referenza e accettazione.
La differenza principale riguardo alle condizioni del servizio dei missionari edificatori erano che tali missionari dovevano risiedere per brevi periodi di tempo nelle case di differenti membri della congregazione dell'edificio su cui stanno lavorando. Durante i primi anni 1970, in Australia tali famiglie ospitanti lo ritenevano un onore e era offerto loro solo 5$ a settimana per assistere. Poiché il ruolo del missionario era di servizio, ad un missionario edificatore sono offerti 3$ per le spese base per vivere. Così la maggior parte dei missionari edificatori aveva bisogno di usare i propri risparmi per coprire le spese di ogni altra cosa necessaria, o di ricevere dai loro parenti e amici ogni altra cosa extra necessaria. Fondamentalmente, comunque, la famiglia ospitante badava al missionario ed era compito di quest'ultimo confondersi nella famiglia e aiutarla durante le ore di non lavoro.
Missionari edificatori erano inoltre presi in carico come parte del Rione o Palo in cui risiedono, e ci si aspettava che fossero d'esempio nel supportare i capi locali, i programmi e i coinvolgimenti della Chiesa. Dovevano vivere tutti gli standard che sono stabiliti dai capi della Chiesa per i membri giovani, e mentre prestavano servizio come missionari ci si aspettava che non fossero coinvolti in after hour autogestiti, e non andassero a feste e a danze e attività non della Chiesa.
Poiché la loro chiamata era di missionariato a tempo pieno, essi non erano generalmente chiamati ad altre posizioni nella Chiesa mentre erano nelle loro missioni, benché avrebbero potuto accettare abbastanza prontamente incarichi ad interim di tanto in tanto. C'erano inoltre opportunità, a seconda della circostanze, per i missionari edificatori e quelli che fanno proselitimo per lavorare assieme sui programmi degli uni o degli altri, il che accadeva molto spesso. La responsabilità per, o la prima autorità su, ogni missionario che fa proselitismo è investita nel presidente di missione nella missione alla quale il missionario è stato chiamato. Tuttavia, nei riguardi dei missionari edificatori, di tale responsabilità era investito il presidente di palo del palo in cui il missionario risiedeva in quel tempo. Quando giungeva all'effettivo lavoro proprio sul sito, l'autorità stabilita era il supervisore edificatore, che lavorava sotto le istruzioni dell'autorità regionale o generale di costruzione della Chiesa.
Benché ci si aspettasse che i missionari edificatori non dessero appuntamenti né fossero coinvolti con intimità o familiarità, erano tuttavia incoraggiati a "costruire relazioni significative" con membri del sesso opposto, ma ci si aspettava che lo facessero solo in occasioni di gruppo e mantenendo la corretteza della loro chiamata.
Molti di questi missionari, diversamente dai missionari che fanno proselitismo -che generalmente rimangono all'interno di una sola missione- erano spostati in giro per una nazione o in una grande area ovunque il loro lavoro fosse richiesto o il prossimo progetto avviato. Questo poteva significare anche che lavoravano sotto diversi supervisori e sotto diversi presidenti di palo e di distretto nel periodo della loro chiamata al missionariato.
Il programma dei missionari edificatori fu rimosso gradualmente negli anni 1970
Durante l'andamento della maggior parte dei programmi di missionari edificatori, vi erano inoltre opportunità per i membri della Chiesa in generale di fornire servizio o di essere direttamente coinvolti nel vero e proprio lavoro di costruzione delle cappelle o strutture della Chiesa che venivano edificate, fornendo "ore di servizio" personale, che erano anch'esse registrate. Molte donne locali si coinvolgevano in assistenza fornendo cibo e bevande durante le pause. Altri assistevano con altri lavori manuali sul luogo dei lavori.